# Svartnäbbad islom
Svartnäbbad islom (Gavia immer) är en fågel som tillhör de större inom familjen lommar och har sin främsta häckningsutbredning kring norra Nordamerika men övervintrar bland annat i Nordsjön.

## Utseende
En adult svartnäbbad islom är mellan 73 och 88 centimeter (plus fötterna som i flykten sticker ut 13 cm) och har ett vingspann på 118–142 cm. Arten varierar mycket i storlek och de minsta individerna tangerar storlom medan de största bara är något mindre än vitnäbbad islom som den annars liknar. I snitt mäter svartnäbbad islom 81 centimeter på längden, med vingbredd på 136 centimeter och en vikt på 4,1 kilogram. Man har funnit enstaka individer som vägt upp till 8 kilogram. I profil är den stor och kraftig, med brant panna och platt hjässa, kraftig hals och horisontellt hållen näbb vilket skiljer den från vitnäbbad islom.
Könen är lika men hanen är i snitt något större. Den adulta fågeln har i häckningsdräkt ett helsvart huvud och hals som tvärt avslutas mot det vita bröstet. Den har även ett vitt halsband med horisontella svart streck. Undersidan av kroppen är ljus medan ryggen är grå, svart och vit i ett fint rutmönster. Vingovansidan är svartgrå och på nära håll ser man att vingen är beströdd med små fina vita prickar. Undersidan av vingen är ljus förutom bakkanten som är gråsvart. Dess näbb är mörkt grå, som på håll ser svart ut, och den har röda ögon.
Adulta fåglar i vinterdräkt är mer gråbruna istället för svarta. De saknar de vita rutmönstret och de vita prickarna på ovansidan av kroppen. Dess näbb är gråvit men näbbryggen är mörk ända fram till spetsen och den har ett mörkt öga som ringas in i vitt. Kinden, hakan, strupen och halsen är vit framtill, medan hjässa, nacke och baksidan av halsen är mörk. På nära håll ser man att den har en mörk bred halskrage som uppåt avgränsas av ett vitt "hack". Detta hack ser hos den flygande fågeln ut som en ljus halvmåne på halsen.
Juvenil fågel och i första sommardräkt är än ljusare än adult vinter. Den mörka halskragen kontrasterar kraftigare mot resten av kroppen och den har ljusa bräm på rygg och vingar.

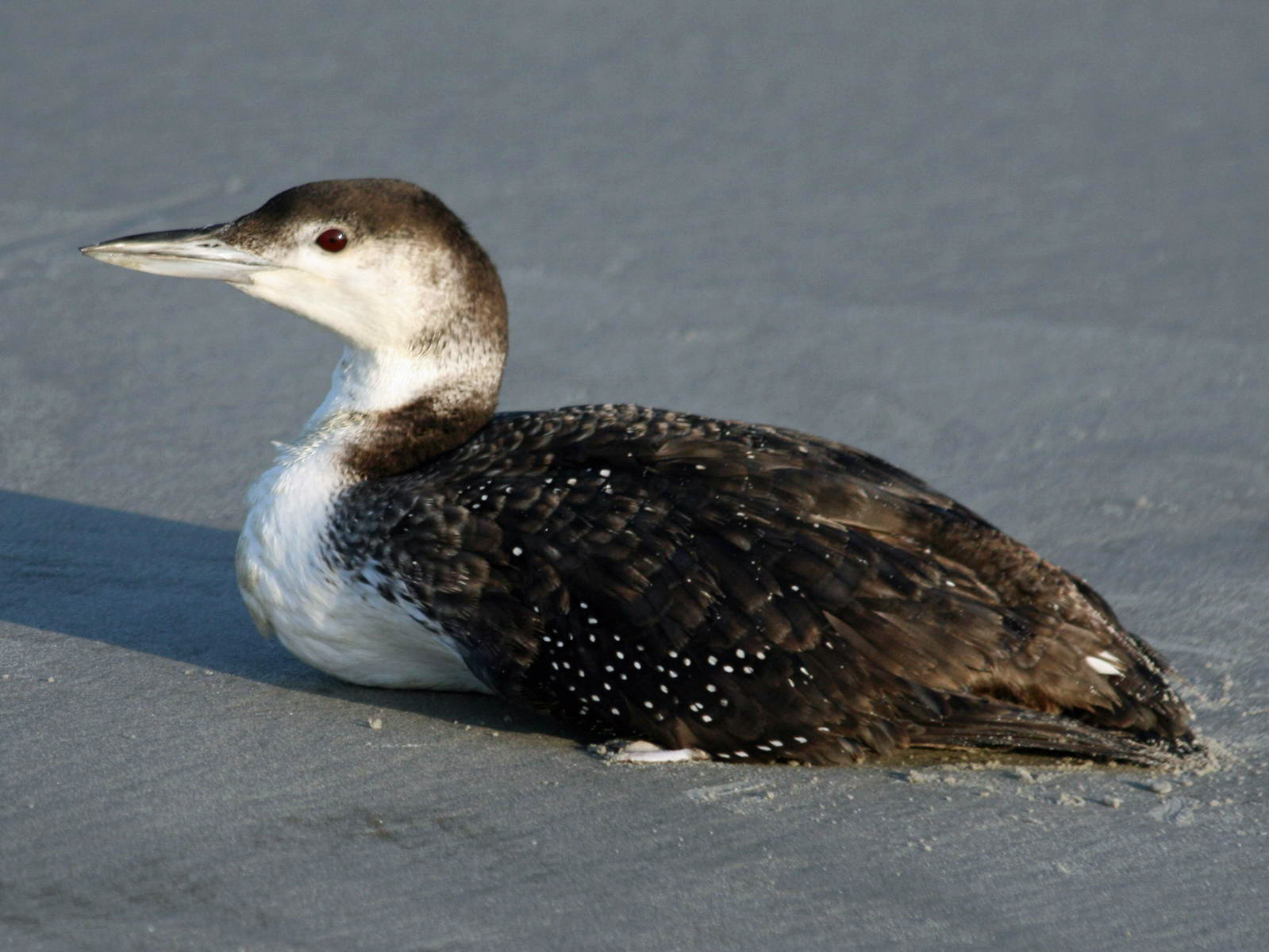
Icke häckande fjäderdräkt i North Carolina.

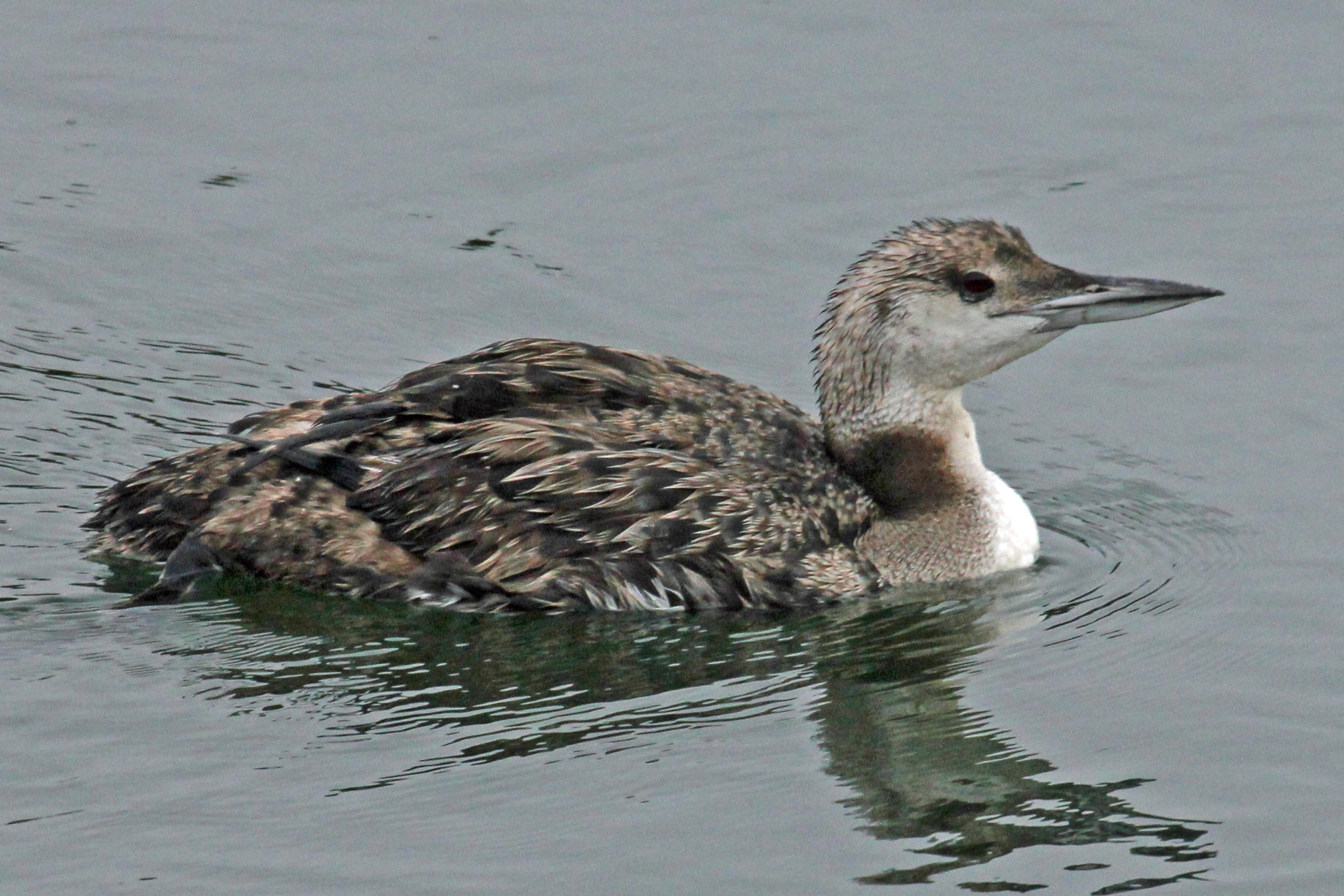
Juvenil svartnäbbad islom i Maine.

I flykten, som är kraftfull och gåslik, håller den hals och huvud utsträckt med de stora fötterna väl synliga bakom kroppen. Den flyger ofta ensam och högt ovanför vattnet och aldrig i organiserad flock.

### Läte
Dess varningsläte, som ofta hörs i flykten, är ett signifikant skrattliknande tremololäte och kan därför användas för identifiering. Revirlätet är ett spöklikt klagande ljud. Det låter som tu-u-í-ti, tu-í-ti, tu-í-ti, liknande den vitnäbbade islommen. Det finns också och ett lågt råmande läte, likaså vid fara.

## Utbredning och taxonomi
Den häckar i Kanada, i delar av norra USA, på Grönland och i Alaska. Det finns också en liten population på cirka 300 par på Island. Arten övervintrar utefter havskuster och på större sjöar i Nordamerika, norra Europa och Brittiska öarna. Svartnäbbad islom anses vara monotypisk, det vill säga att man inte delar upp världspopulationen i underarter.
Det finns ett fåtal observationer av hybrider mellan svartnäbbad- och vitnäbbad islom.

### Förekomst i Sverige
I Sverige har den observerats under alla årets månader och i alla landskap utom Härjedalen. Vanligast ses den vintertid utmed kusten av Skåne och Halland.

## Ekologi

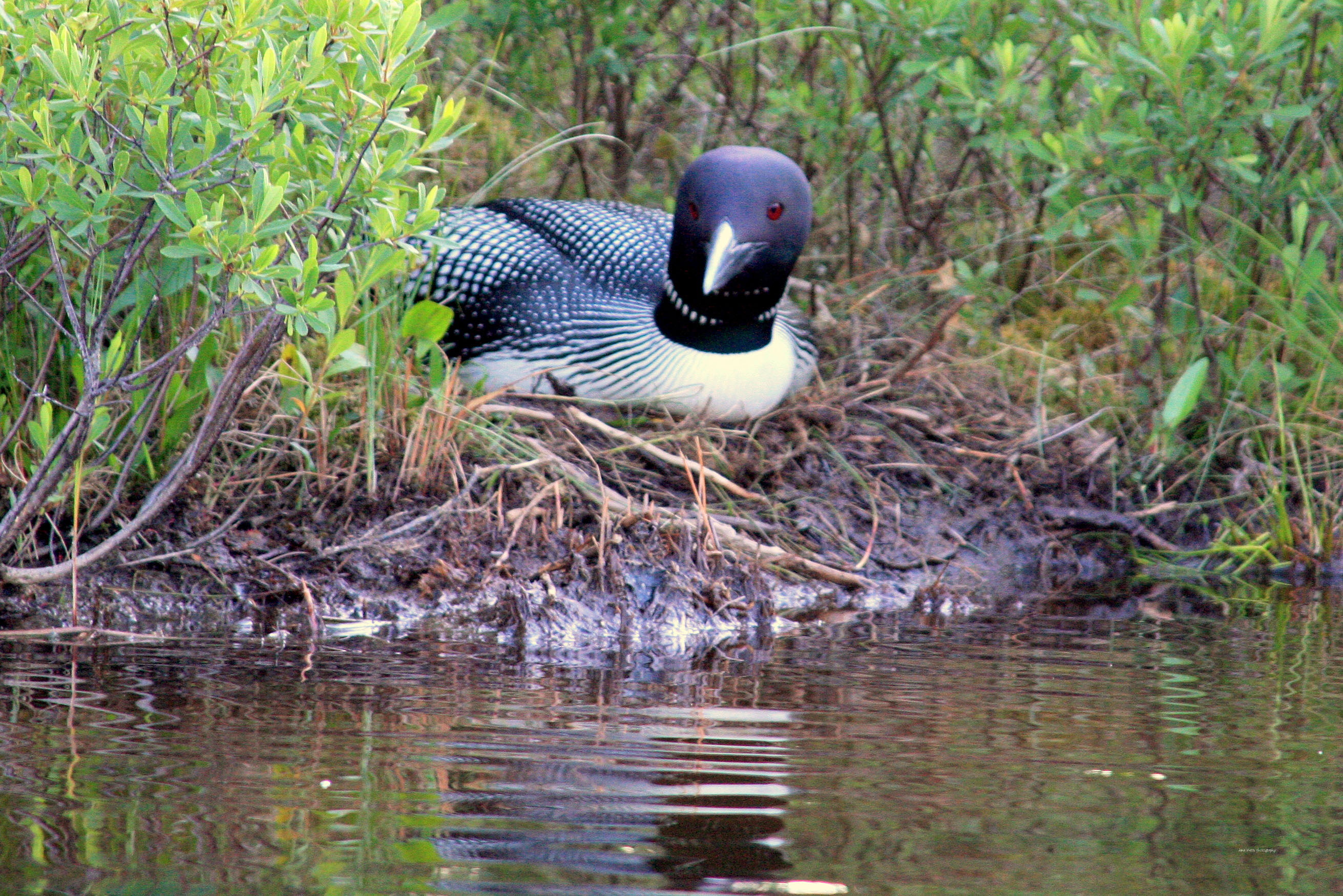
Vid ett bo i Maine.

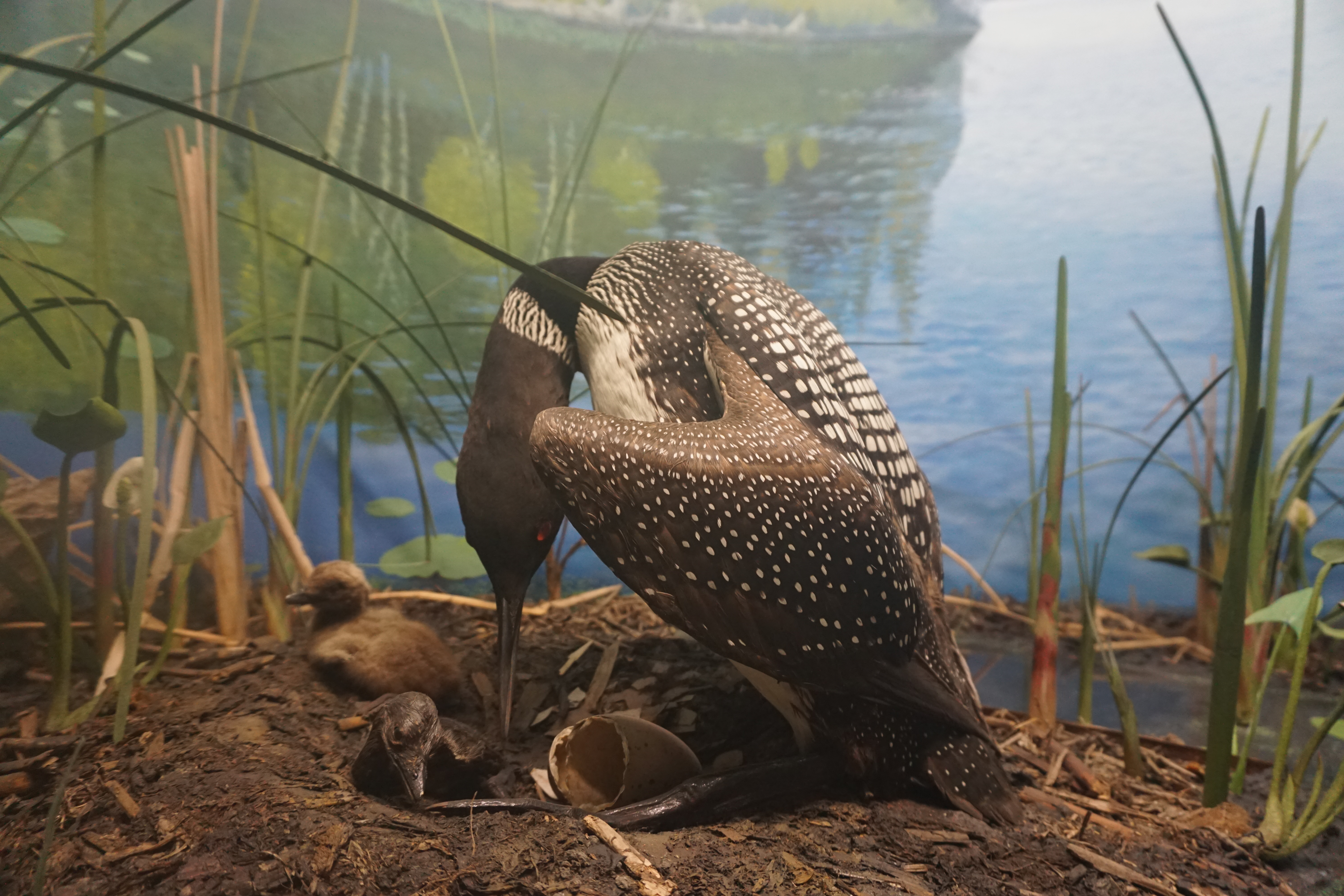
Taxiderminerad fågel vid Milwaukee Public Museum.

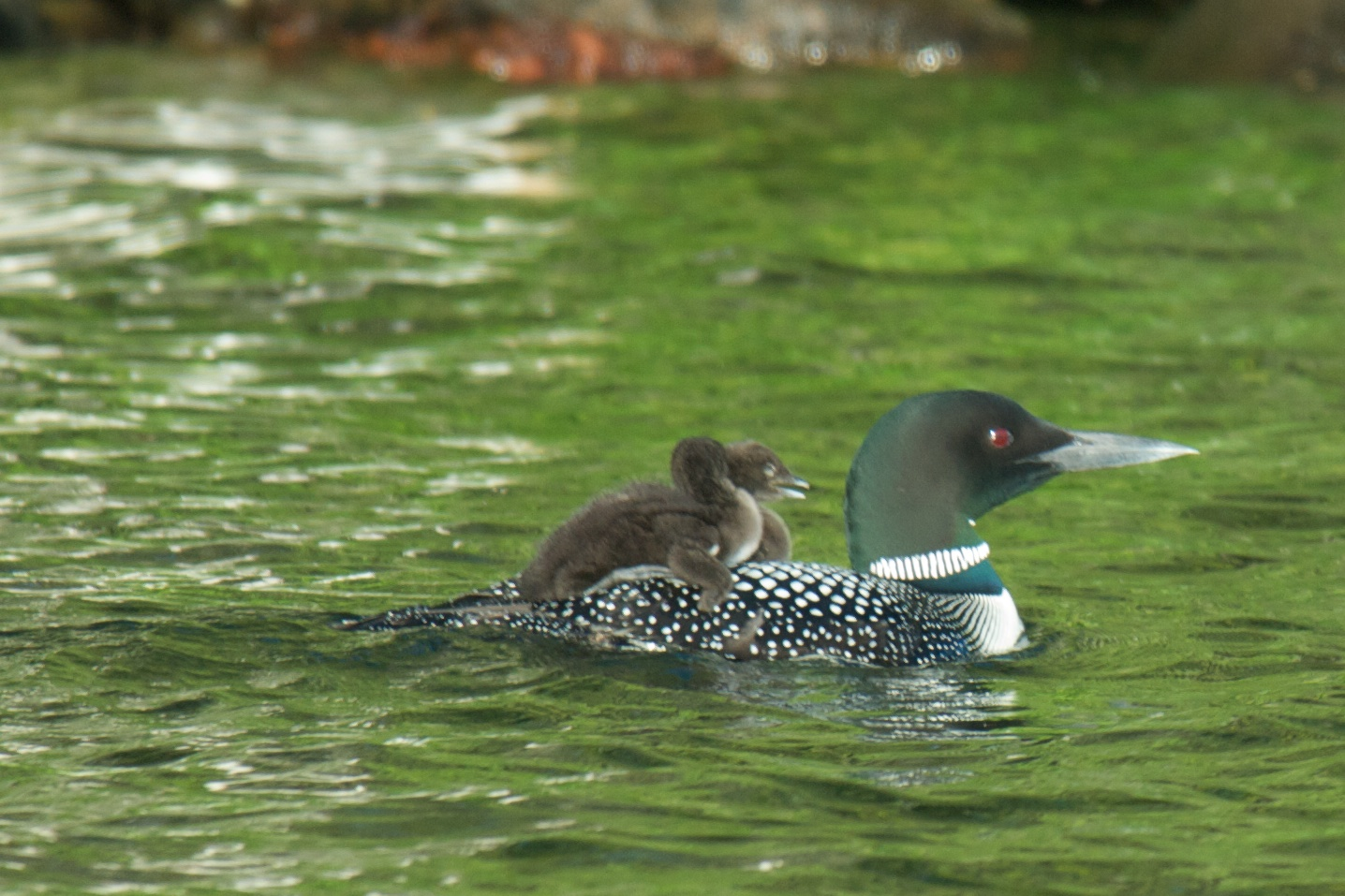
Svartnäbbad islom med ungar på ryggen i Minnesota.

Fågeln ser ostadig ut både vid landning och när den tar till vingar. Den är klumpig på land eftersom dess fötter är placerade så långt bak på kroppen, vilket är en anpassning för dykning. Vid landning glider den fram på vattnet med buken likt en plog. Den simmar graciöst. Den är parbildande, oftast för livet. Parningen sker på land, men annars tillbringar fågeln sin tid på vattnet, även om spillningen avges på land. Paren försvarar reviret intensivt mot andra lommar. Mot slutet av häckningen samlas de adulta fåglarna i flockar som fiskar gemensamt.

### Häckning
I närheten av vatten skrapar paret ihop en liten kulle av jord och vegetation med en urgröpning i, där hon lägger i snitt en till tre ägg. Paret ruvar tillsammans tills ungarna kläcks efter cirka 24 dygn. Ungarna, som föräldrarna gemensamt tar hand om, är flygga efter mellan 70 och 77 dygn. Ungarna slåss om de inte matas tillräckligt, och ofta överlever bara en unge. Svartnäbbad islom blir könsmogen efter två år.

### Föda
Denna art är precis som alla lommar, specialiserade fiskätare, som dyker efter sin föda på djup upp till 60 meter. I sötvatten äter den gädda, abborre och öring, och i saltvatten  havsöring, sill och olika plattfiskar som exempelvis skrubbskädda.

## Svartnäbbad islom och människan

### Status och hot
Svartnäbbad islom är känslig för störningar vid häckningsplatser och miljögifter, som utsläpp av bly, kvicksilver och annat industriavfall vilket fått den att försvinna från vissa häckningsplatser i östra Nordamerika. På andra platser har den minskat eller försvunnit på grund av de negativa effekterna av höjda eller sänkta vattennivåer vilket exempelvis kan leda till att bon översvämmas. Trots dessa hot är populationen så pass stor och dess häckningsområde är så pass stort att den globala populationen inte bedöms som hotad utan IUCN kategoriserar arten som livskraftig. Den omfattas av Agreement on the Conservation of African-Eurasian Migratory Waterbirds (AEWA).

### I kulturen
Svartnäbbad islom förekommer på Kanadas en-dollarsmynt, som därför fått smeknamnet "loonie", och 20-dollarssedeln. Den är symbol på för Ontarios och Minnesota.
Oros- och locklätet, som kan påminna om ett vansinnesskratt, har ofta använts som atmosfäriskt ljud i amerikanska skräckfilmer, precis som storlommens ödsliga läte ofta används i europeisk film.
Svartnäbbad islom förekommer också i ett flertal berättelser bland olika indianstammar i Nordamerika. Några exempel är en av stammen Chippewa om hur den svartnäbbade islommen skapade världen, en av stammen Micmac som beskriver Kwee-moo, den svartnäbbade islommen, som var budbärare för stamhjälten Glooscap. Ett flertal stammar i British Columbia anser att när man hör många läten av svartnäbbad islom, så förebådar det regn eller att islommen är den som hämtar regnet. Det finns också ett flertal berättelser om hur den fick sitt halsband.

## Namn
Fågeln kallades på svenska tidigare enbart islom. Epitetet svartnäbbad tillkom för att minimera risk för sammanblandning med vitnäbbad islom.

## Bildgalleri

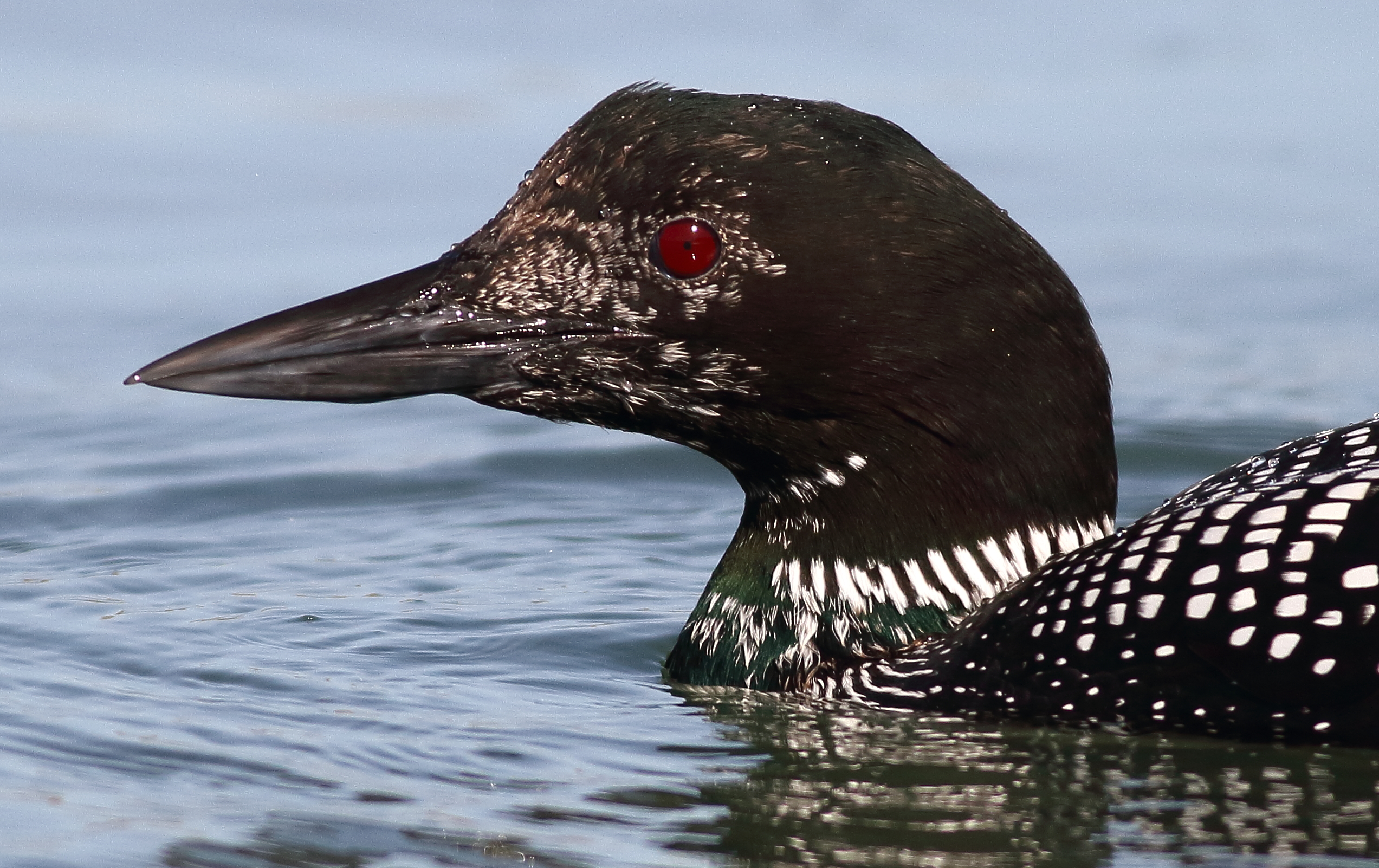
Svartnäbbad islom i Bodega Bay, Kalifornien.
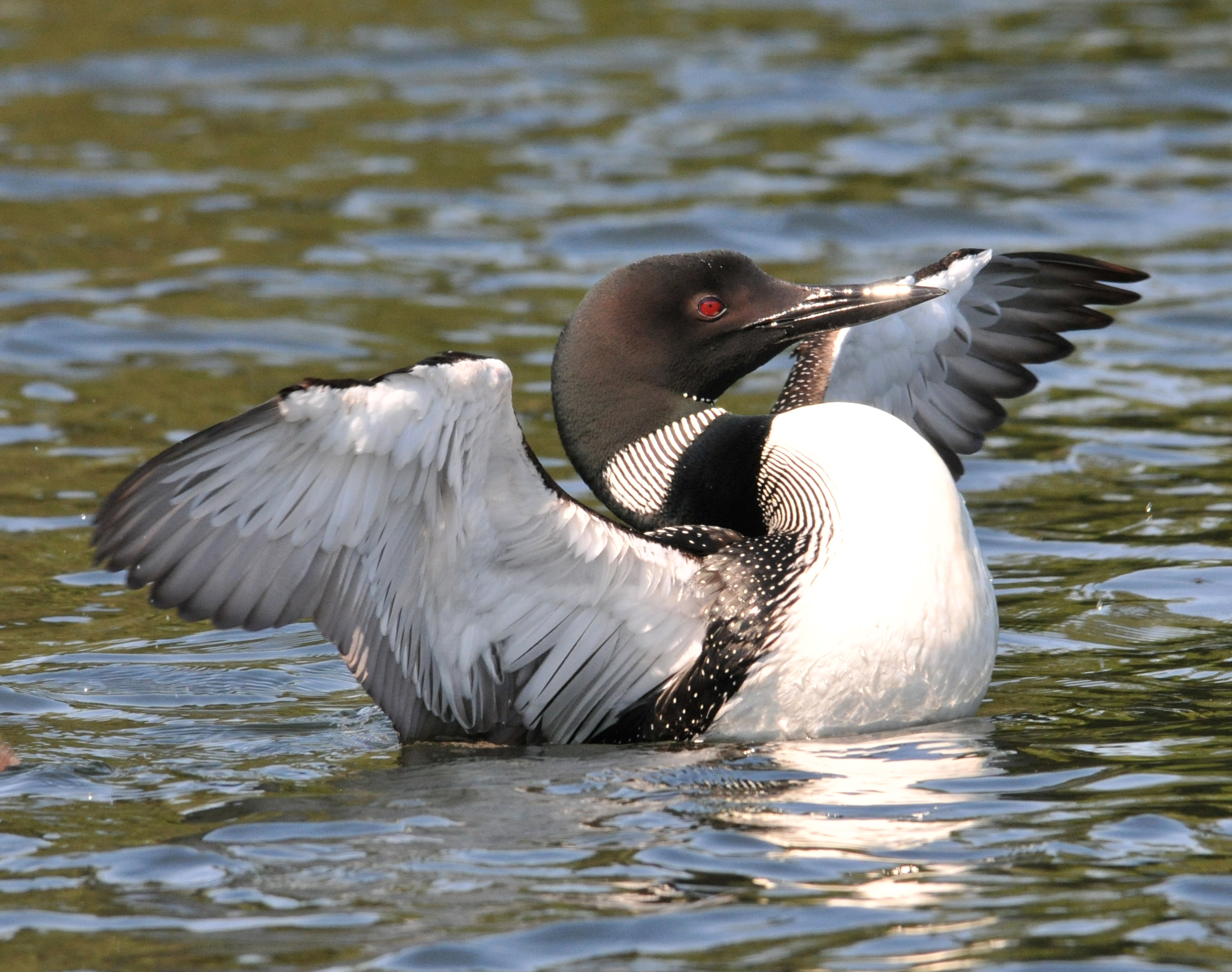
Svartnäbbad islom som sträcker sig.
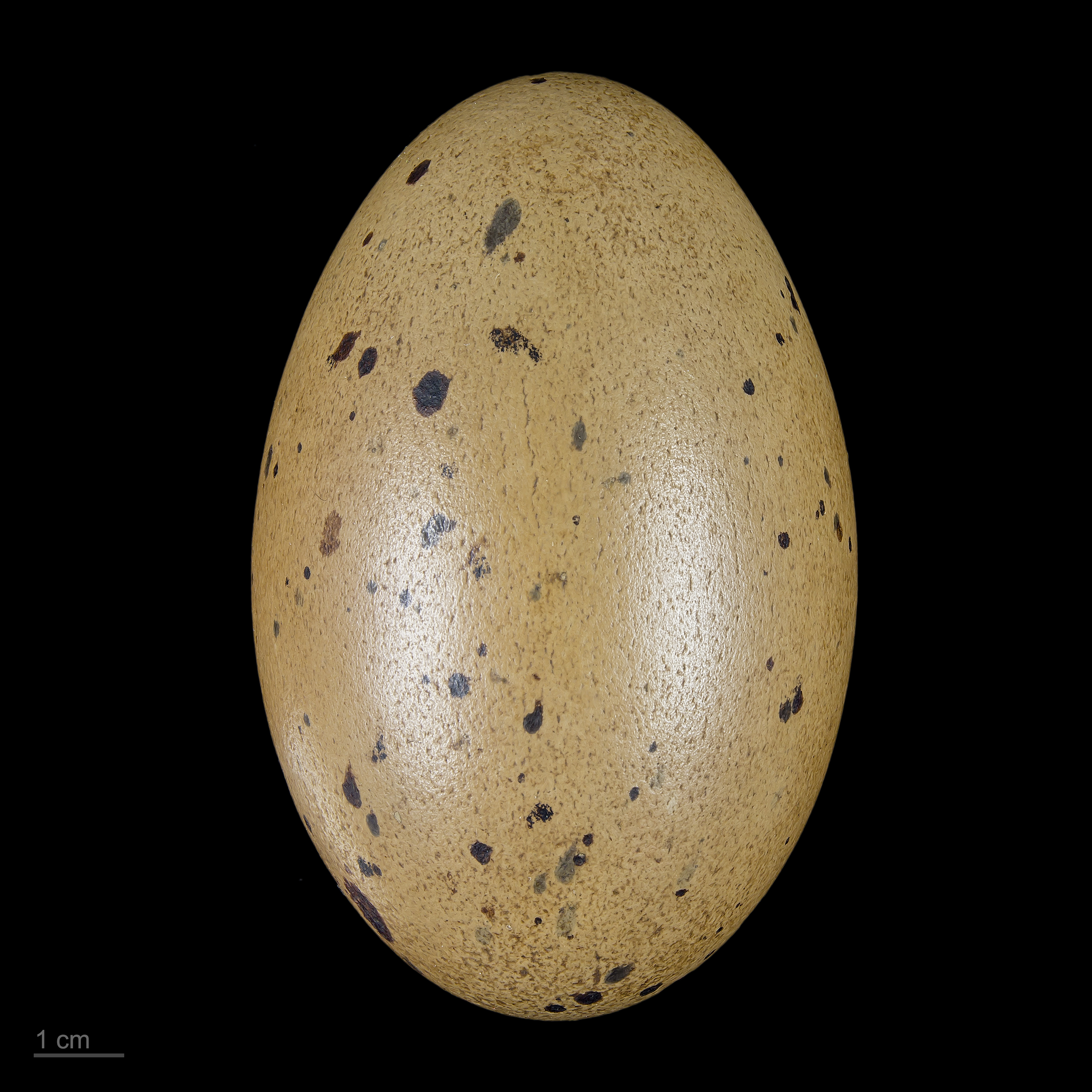
Ägg.
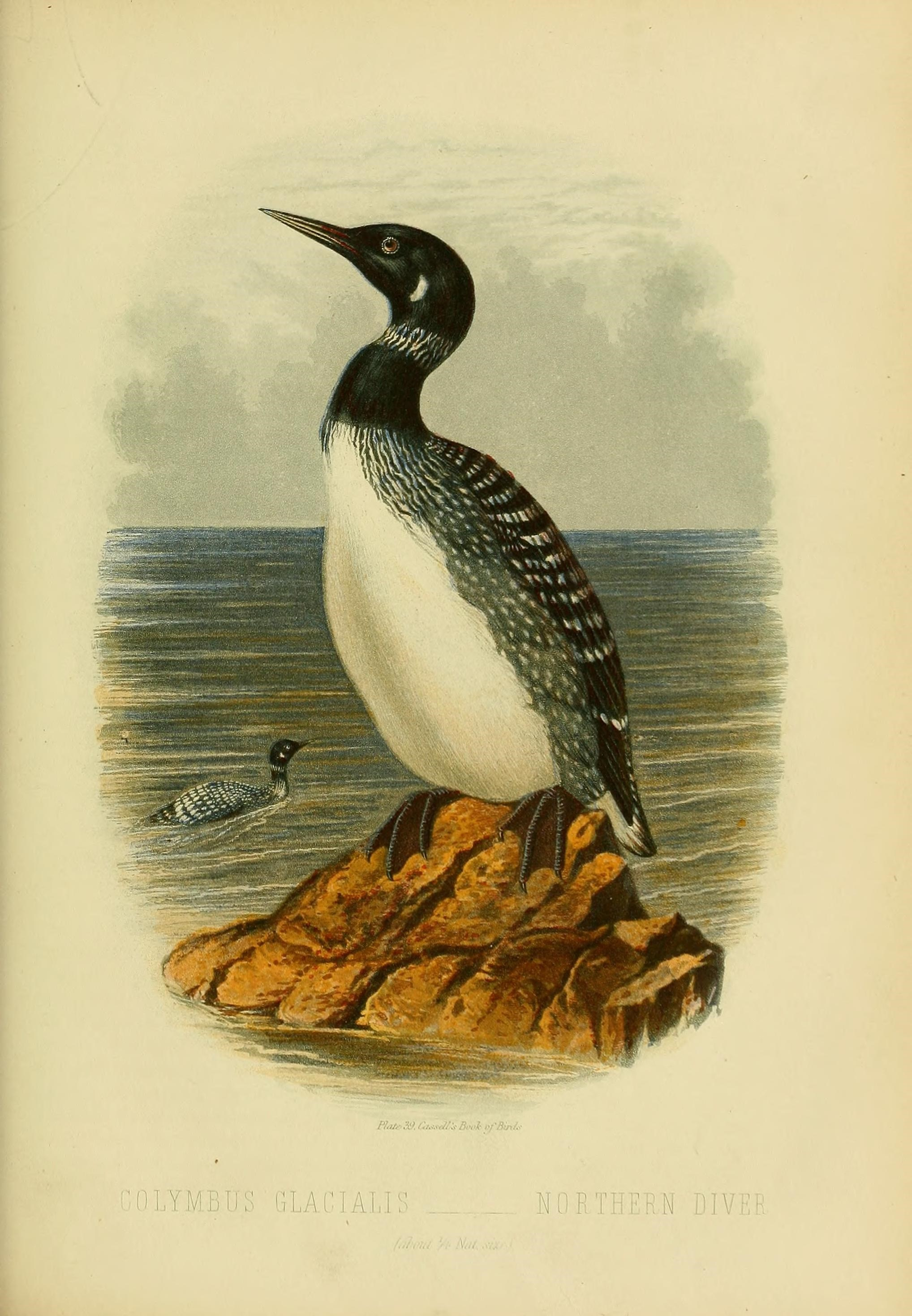
Cassel's book of birds, ca 1875.